# Yakusha-e

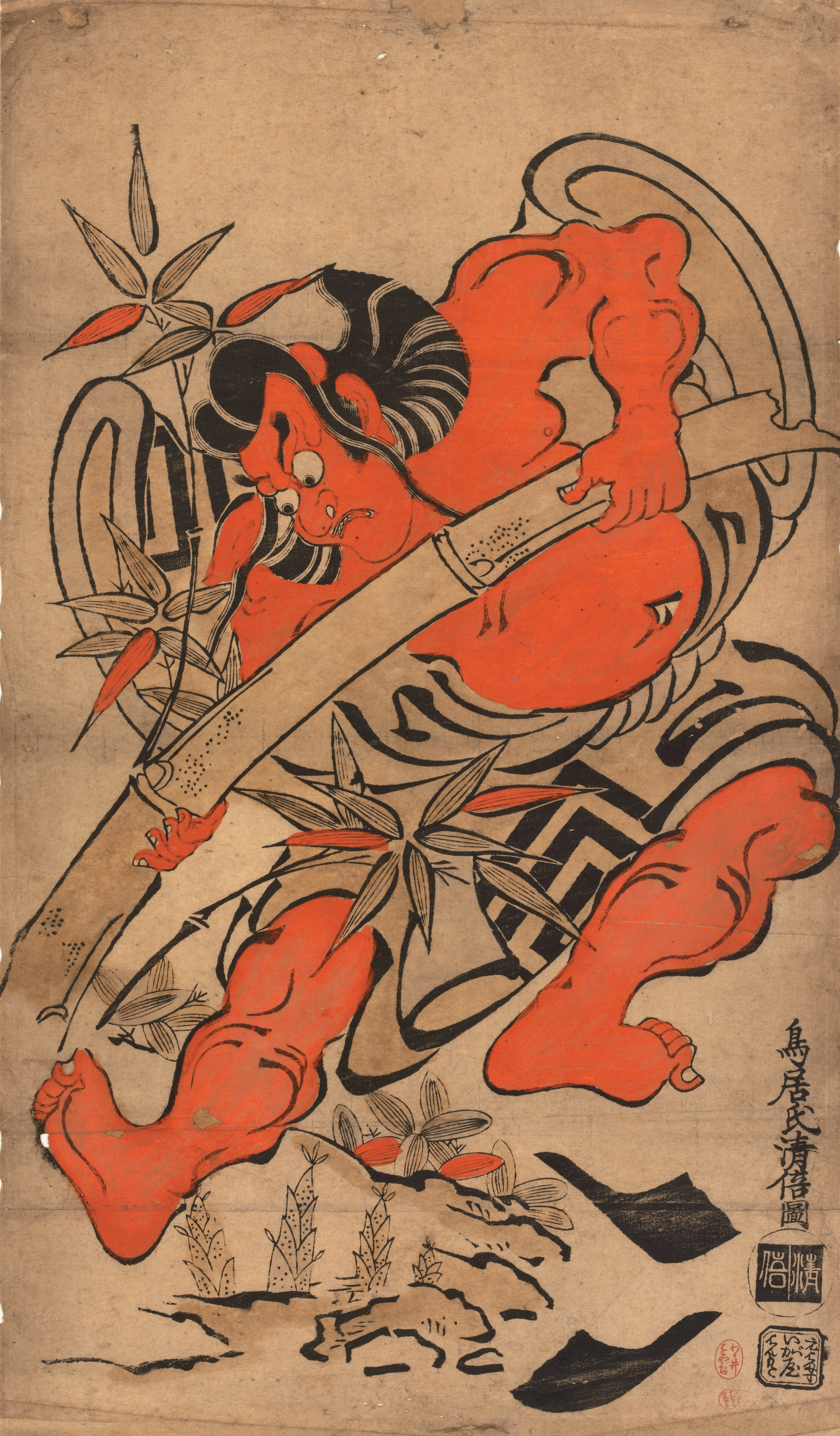
Ichikawa Danjūrō I en el papel de Takenuki Gorō (hacia 1700), de Torii Kiyomasu.

Yakusha-e (役者絵 «cuadros de actores»?) es un género artístico dedicado a la ilustración de los actores del teatro popular kabuki. Realizado generalmente en grabado, es un género perteneciente a la escuela Ukiyo-e, desarrollada en Japón desde el siglo XVII (Período Edo) hasta prácticamente el siglo XX.

## Historia
Durante el período Edo (1603-1868) Japón estuvo gobernado por el Shogunato Tokugawa, que cerró el país a todo contacto exterior: los cristianos fueron perseguidos y los comerciantes europeos expulsados. Este período supuso una etapa de paz y prosperidad tras las guerras civiles acaecidas en Japón durante los siglos XV y XVI: entre 1573 y 1615 (Período Azuchi-Momoyama), Japón fue unificado por Oda Nobunaga, Toyotomi Hideyoshi y Tokugawa Ieyasu, que eliminaron a los daimyō (señores de la guerra de origen feudal) y crearon un estado centralizado. La capital se estableció en Edo (futura Tōkyō), que creció y se convirtió en el núcleo de una próspera clase media: pese al sistema de vasallaje, proliferó el comercio y la artesanía, apareciendo una clase burguesa que fue creciendo en poder e influencia, y que se dedicó al fomento de las artes, especialmente grabados, cerámica, lacas y productos textiles. Así, cobró un gran auge el grabado en madera, surgiendo una importante industria en núcleos urbanos especializada en textos ilustrados y estampas. Inicialmente eran grabados en tinta negra sobre papel coloreado a mano, pero a mediados del siglo XVIII surgió la impresión en color (nishiki-e).
La aparición de esta nueva clase urbana propició la creación de la escuela Ukiyo-e («estampas del mundo que fluye»), que destacó por la representación de tipos y escenas populares. Desarrollada alrededor de la técnica del grabado –principalmente xilografía–, fue un estilo de corte laico y plebeyo, eminentemente urbano, que inspirándose en temas anecdóticos y escenas de género les otorgaba un lirismo y una belleza extraordinarias, con una sutil sensibilidad y un gusto refinado de gran modernidad. Su fundador fue Hishikawa Moronobu, al que siguieron figuras como Okumura Masanobu, Suzuki Harunobu, Isoda Koryūsai, Torii Kiyonobu, Tōshūsai Sharaku, Kitagawa Utamaro, Katsushika Hokusai, Utagawa Hiroshige, etc.
El ukiyo-e tuvo un gran éxito entre las clases medias de Edo, que consumían con avidez las estampas que retrataban de forma sencilla y amena, pero a la vez artística y estética, la ciudad, los ambientes y las gentes que conocían y les resultaban agradables. Pronto comenzó la especialización en diversos géneros dedicados a temas específicos, surgiendo el yakusha-e como género que retrataba el mundo alegre y desenfadado de los actores de teatro, especialmente el kabuki, el teatro popular japonés, opuesto al teatro ancestral nō, más serio y dramático. Otro género bastante corriente fue el bijin-ga («cuadros de mujeres hermosas»), que representaba a geishas y cortesanas en actitudes íntimas y escenas de tocador, con gran detallismo en los detalles, principalmente en sus ropajes. Otra variante fue el shunga («estampas primaverales»), de contenido más explícitamente erótico. El paisajismo fue introducido por Utagawa Toyoharu –fundador de la escuela Utagawa–, que aplicó la perspectiva occidental al paisaje japonés. Una de las últimas variantes fue el musha-e («cuadros de guerreros»), que representaba escenas históricas, principalmente de lucha de samurais.

## Evolución del género

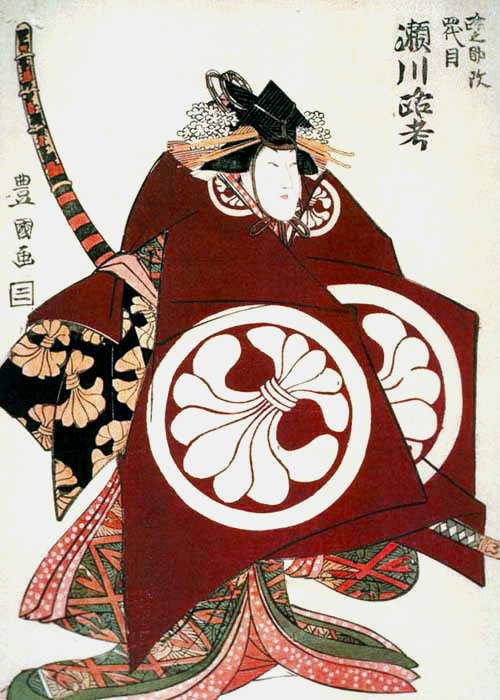
Segawa Rokō IV como Tomoe-gozen (1800), de Utagawa Toyokuni.

Con la llegada de la paz tras las guerras civiles y el auge de una clase burguesa en las grandes ciudades –principalmente en Edo–, la nueva prosperidad se tradujo en un aumento del consumo de arte, especialmente de las estampas que retrataban la vida urbana y los ambientes de ocio y entretenimiento: casas de té, geishas, actores de kabuki, luchadores de sumo, etc. Fue una época lúdica, donde se valoraba el esparcimiento, la diversión, el relax, todo lo que hacía la vida agradable. Había una sensación como de flotar en una nube, de dejarse llevar por el placer, el hedonismo, de ahí el nombre ukiyo-e: «estampas del mundo que fluye». 
Uno de los principales placeres de la población era el teatro kabuki, género popular que sintetizó las antiguas tradiciones tanto musicales e interpretativas como de mímica y danza, con temáticas desde las más mundanas hasta las más místicas. Así como el nō era de tono aristocrático, el kabuki sería la expresión del pueblo y la burguesía. La puesta en escena era de gran riqueza, con decorados donde destacaba la composición cromática, vestidos de lujo y maquillaje de tono simbólico, representando según el color diversos personajes o estados anímicos. La dicción era de tipo ritual, mezcla de canto y recitativo, en ondulaciones que expresaban la posición o el carácter del personaje.
El fundador del ukiyo-e fue Hishikawa Moronobu (1618-1694), que estudió en las escuelas Kanō y Tosa, pero tras su establecimiento en Edo comenzó a realizar xilografías –entonces todavía monocromas, denominadas sumizuri-e– sobre los barrios del placer y las cortesanas. Moronobu fue uno de los primeros en representar actores y escenas de kabuki en sus obras, como en la obra Nakamura Kanzaburō durante la representación de un kyōgen. Sin embargo, el primer artista que prácticamente se especializó en retratos de actores fue Torii Kiyonobu (1664-1729), fundador de la escuela Torii, que mantuvo durante mucho tiempo la tradición del yakusha-e: no sólo realizaban grabados, sino también carteles y programas para los principales teatros de Edo, como el Ichimura, el Morita y el Nakamura. Otros miembros destacados de la escuela Torii fueron Torii Kiyomasu, Torii Kiyomitsu y Torii Kiyonaga.
En el aspecto técnico, un gran innovador fue Okamura Masanobu (1686-1764), que introdujo el uso del color carmín, mezclado con índigo y amarillo, estilo denominado beni-e («cuadro rojo»). Más adelante, añadió a la tinta cola de huesos para conseguir un efecto más brillante, creando el urushi-e («cuadro brillante»). Por último, introdujo efectos de perspectiva a la manera occidental (uki-e), como en sus estampas de escenarios de teatro con planos simétricos y un remarcado punto de fuga.
Hacia 1765 surgió el nishiki-e, la cromoxilografía o grabado en color. Uno de sus primeros representantes fue Suzuki Harunobu (1725-1770), que tuvo mucho éxito con estampas de alegre colorido, principalmente de bijin-ga, pero también de yakusha-e. El género de actores cobró entonces un gran auge, ya que el nuevo colorido permitía la creación de estampas más detallistas y vistosas, más ricas especialmente en los ropajes y los maquillajes de los actores. Destacó entonces la obra de Ippitsusai Bunchō (†1790) y Katsukawa Shunshō (1726-1792), cuyos mejores retratos fueron recopilados en el libro Ehon butai ōgi (1770), mostrando a los actores durante su representación teatral, en gestos de mímica o poses diversas, estilo que tuvo mucho éxito. Discípulo de Shunshō fue Katsukawa Shūn'ei (1762-1819), que puso especial énfasis en la gestualidad y el estudio fisonómico, con retratos de gran fuerza dramática.
La edad de oro del ukiyo-e fue a finales del siglo XVIII, especialmente en los períodos Tenmei (1791-1789) y Kansei (1789-1801). Su principal maestro fue Tōshūsai Sharaku (1770-1825), cuya corta carrera artística (once meses, entre 1794 y 1795) fue sin embargo muy prolífica, con un total de 134 retratos de actores. Introdujo el okubi-e, retratos con las facciones algo exageradas, casi caricaturescas, que denotan sin embargo un gran estudio psicológico, con una gran capacidad de observación. Otro exponente fue Utagawa Toyokuni (1769-1825), autor de la serie Yakusha butai no sugatae (1794-1796), que tuvo un gran éxito, llegando a considerarse sus retratos los más arquetípicos de actores de su tiempo. Su estilo era fluido y elegante, con un colorido claro y brillante, que influyó poderosamente en la posterior evolución del yakusha-e.
A finales del período Edo (siglo XIX) se produjo un cierto declive económico y social, debido al afán modernizador y occidentalista del gobierno, que descuidó en gran medida la política interior. Se produjo un cierto barroquismo en el arte, con formas más exageradas y una expresión más subjetiva. Uno de sus principales exponentes fue Utagawa Kunisada –también conocido como Toyokuni III– (1786-1864), autor de retratos de gran realismo, con trazos enérgicos pero un colorido algo monótono.

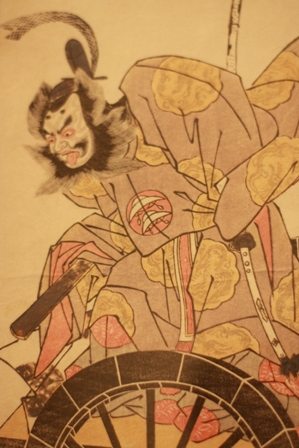
Nakajima Mihoemon como Tokihira (1747), de Katsukawa Shunshō.
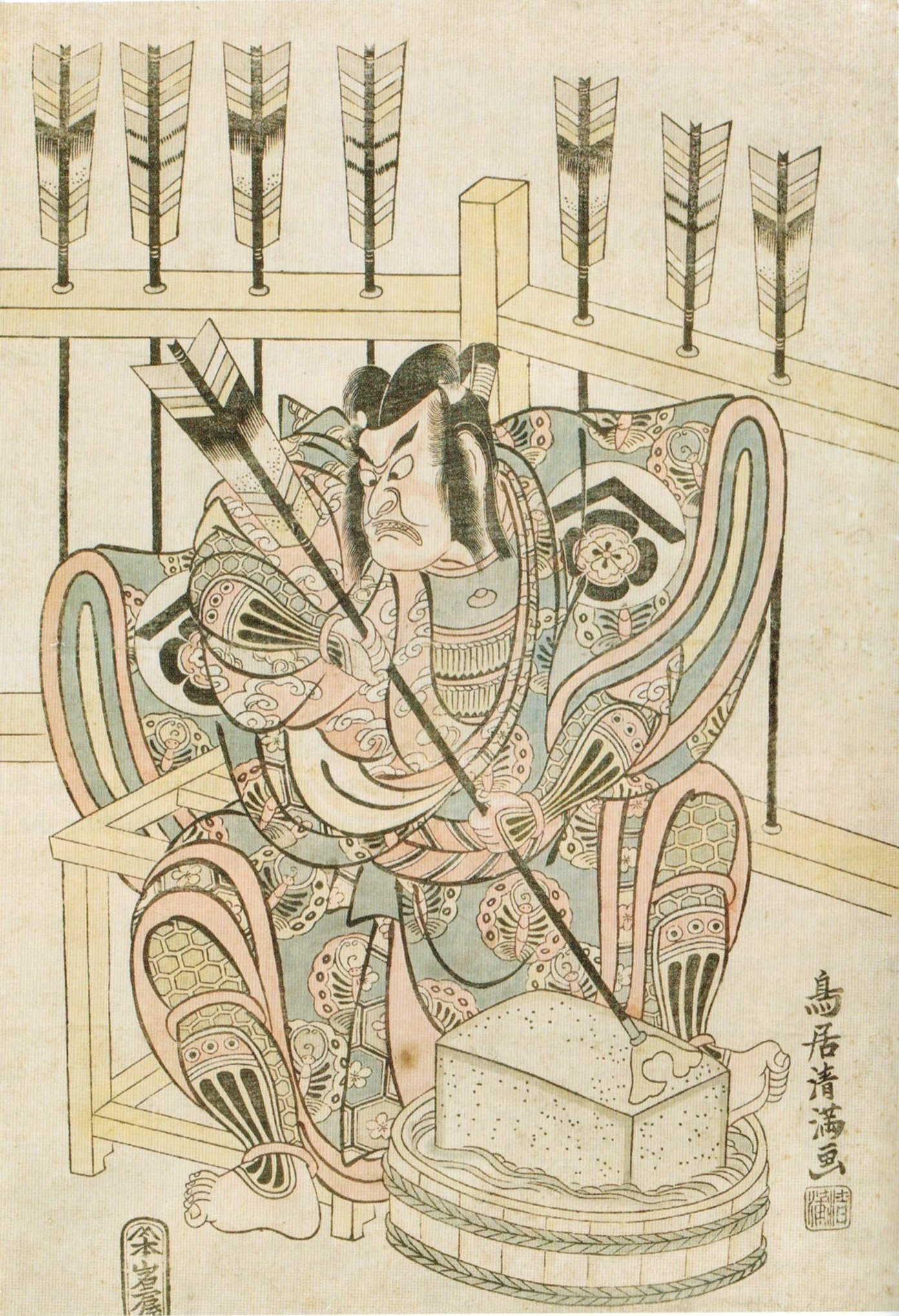
El actor Ichikawa Ebizō II como Yanone Gorō en la obra kabuki “Koizome Sumidagawa” (1758), de Torii Kiyomitsu.
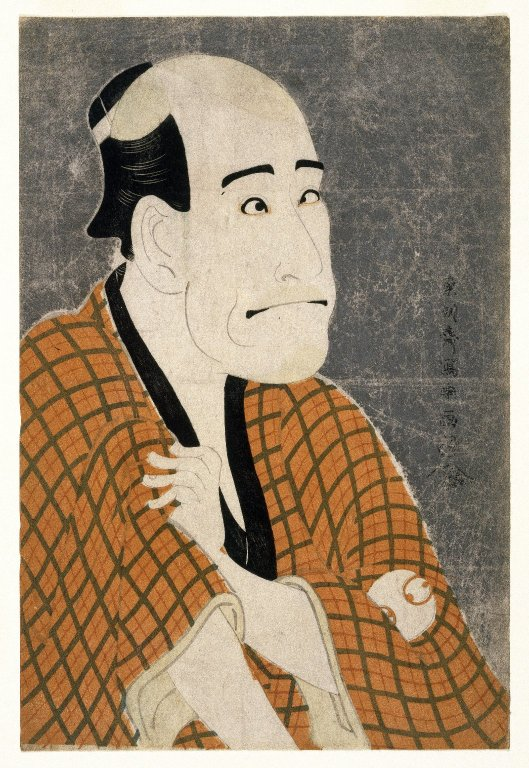
Arashi Ryuzo como Ishibe Kinkichi, el prestamista (1794-1795), de Tōshūsai Sharaku.
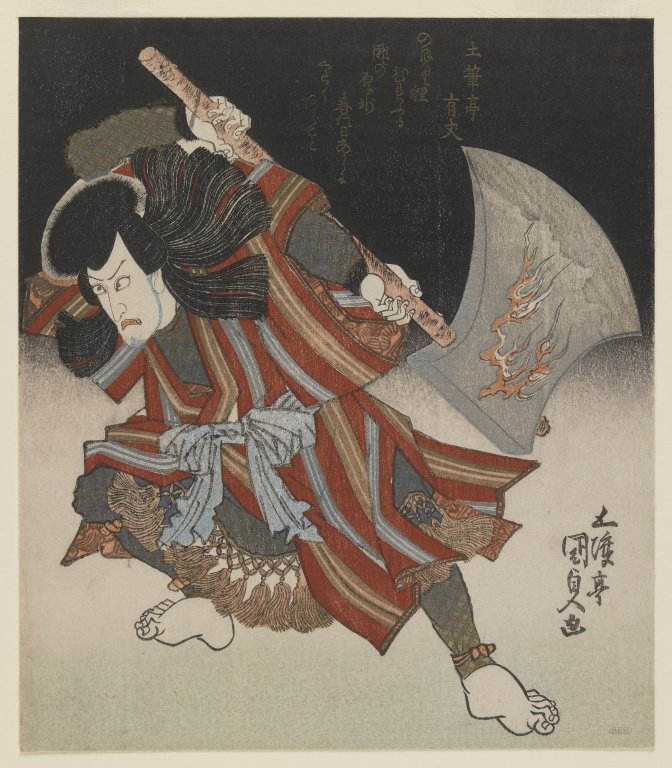
Ichikawa Danjūrō como Unno Kotarō Yukiuji (Disfrazado como Yamagatsu Buō) en un Kamoise en el Teatro Ichmuraza (1828), de Utagawa Kunisada.